# حمله مه ۲۰۲۵ به غزه
در ۴ مهٔ ۲۰۲۵، کابینهٔ امنیتی اسرائیل طرحی را برای گسترش تهاجم نظامی خود به نوار غزه تصویب کرد. با نام رمز عملیات ارابه‌های گیدئون (عبری: מבצע מרכבות גדעון‎) این حمله با هدف شکست حماس، نابودی توانایی‌های نظامی و حکومتی آن و به دست گرفتن کنترل سه چهارم نوار غزه انجام شد. این عملیات شامل نیروی نظامی ترکیبی از زمین، هوا و دریا بود. در ۱۶ مه، اسرائیل آغاز عملیات را اعلام کرد. تا ۴ ژوئیه، نیروهای دفاعی اسرائیل ادعا کردند که تقریباً ۶۵٪ از نوار غزه را کنترل می‌کنند که بیشتر آن در طول این حمله تصرف شده است اگرچه این رقم به دلیل نادرست بودن و کمتر از حد واقعی بودن کنترل حماس در غزه مورد مناقشه قرار گرفت. دفتر حقوق بشر سازمان ملل متحد این حمله را معادل پاک‌سازی قومی دانست.
حماس با یک ضدحمله که آن را سنگ‌های داوود می‌نامد، پاسخ داد که شامل مجموعه‌ای از کمین‌ها و عملیات نظامی در مقیاس کوچک علیه نیروهای دفاعی اسرائیل بود.
در ۴ اوت، منابع اسرائیلی گزارش دادند که حمله بدون دستیابی به اهداف کلیدی اسرائیل پایان یافته است، در حالی که هدف اصلی ارضی تصرف ۷۵٪ از نوار غزه محقق شده است.

## پیشینه
این عملیات با توجه به درگیری‌های مداوم با حماس، گروگان‌گیری اسرائیلی‌ها در غزه و لزوم جلوگیری از تهدید امنیتی مداوم برای جوامع اسرائیلی اطراف غزه تصویب شد. این عملیات توسط رئیس ستاد ارتش اسرائیل و رده‌های فرماندهی ارشد ارتش اسرائیل تدوین و توسط وزیر دفاع و نخست‌وزیر تصویب شد. این عملیات در ۴ مه ۲۰۲۵ به اتفاق آرا توسط کابینه امنیتی اسرائیل تصویب شد. این عملیات به نام جدعون، جنگجوی کتاب مقدس، که رهبری نبرد موفقیت‌آمیزی علیه مدیانیان را بر عهده داشت، نامگذاری شده است.

### طرح
اهداف اصلی «عملیات ارابه‌های گیدئون» دوگانه است - نابودی کامل زیرساخت‌های نظامی و اداری حماس به گونه‌ای که این سازمان دیگر نتواند هیچ نفوذی در غزه اعمال کند، و نجات گروگان‌های اسرائیلی که از زمان حملات ۷ اکتبر در غزه اسیر شده‌اند. این عملیات شامل تقویت قابل توجه نیروهای دفاعی اسرائیل، مانور زمینی در عمق نوار غزه و استفاده از تجهیزات سنگین برای خنثی کردن مواد منفجره و تخریب ساختمان‌هایی است که به گفته نیروی دفاعی اسرائیل به عنوان زیرساخت‌های تروریستی استفاده می‌شوند. در ۱۹ مه، بنیامین نتانیاهو، نخست‌وزیر اسرائیل، گفت که اسرائیل قصد دارد «کنترل کل نوار غزه را به دست گیرد.»

## تهاجم

### مه
در ۱۸ مه، اسرائیل ادعا کرد که در موجی از حملات هوایی اولیه به نوار غزه، بیش از ۶۷۰ «هدف حماس» را هدف قرار داده و بیش از ۴۰۰ نفر را کشته و ۱۰۰۰ نفر دیگر را زخمی کرده است.
در ۱۹ مه، نیروهای اسرائیلی حداقل ۱۳۶ نفر را کشتند و آخرین بیمارستان فعال در شمال غزه را تعطیل کردند. اسرائیل همچنین به انبار تجهیزات پزشکی بیمارستان ناصر در خان یونس حمله کرد و به تجهیزات پزشکی ارائه شده توسط سازمان کمک‌های پزشکی برای فلسطینیان آسیب رساند. اسرائیل به همه ساکنان خان یونس دستور داد تا به المواصی بروند و آویخای ادرعی، سخنگوی ارتش اسرائیل، کل منطقه را «منطقه جنگی خطرناک» اعلام کرد.
در ۲۰ مه، حداقل ۴۹ نفر در حملات شبانه کشته شدند.
در ۲۱ مه، نیروهای اسرائیلی حداقل ۸۲ نفر را کشتند. بیمارستان العوده توسط نیروهای اسرائیلی گلوله‌باران شد.
در ۲۵ مه، دفتر رسانه‌ای دولت غزه گزارش داد که ارتش اسرائیل کنترل ۷۷ درصد از نوار غزه را در دست دارد.
در ۲۶ مه، حملات شبانه اسرائیل حداقل ۵۴ فلسطینی را کشت، از جمله بیش از ۳۵ نفر که در حمله هوایی به مدرسه فهمی الجرجاوی در شهر غزه کشته شدند. ارتش اسرائیل دستورات تخلیه جدیدی صادر کرد که فلسطینی‌ها را در خان یونس، بنی سهیلا، عبسان الکبیره و القرارا آواره کرد. ارتش اسرائیل حمله زمینی جدیدی را به خان یونس آغاز کرد.
در ۲۷ مه، بنیاد بشردوستانه غزه که تحت حمایت ایالات متحده است، عملیات خود را در تل السلطان، رفح، برای تحویل کمک‌های بشردوستانه آغاز کرد. در حالی که هزاران فلسطینی گرسنه در مرکز توزیع ازدحام کرده بودند، نیروهای اسرائیلی به سمت جمعیت آتش گشودند و ده نفر را کشته و حداقل ۶۲ نفر را زخمی کردند.
در ۲۸ مه، گردان‌های عزالدین قسام حماس آغاز ضدحمله «سنگ‌های داوود» خود را با اولین حمله در بیت‌لاهیا اعلام کردند.
در ۲۹ مه، حملات اسرائیل حداقل ۷۰ نفر را در سراسر غزه کشت، از جمله بیش از ۲۳ نفر در حملات به ساختمان‌های مسکونی در اردوگاه پناهندگان بوریج. استیو ویتکاف، فرستادهٔ ویژهٔ ایالات متحدهٔ آمریکا در خاورمیانه، توافق آتش‌بس بین اسرائیل و حماس را پیشنهاد کرد که شامل آزادی ۱۰ گروگان زنده و ۱۸ گروگان مرده و همچنین آتش‌بس ۶۰ روزه می‌شد. اسرائیل این پیشنهاد را پذیرفت در حالی که حماس شروع به بررسی آن کرد و اظهار داشت که این پیشنهاد شامل مفاد آتش‌بس دائمی نیست.
در ۳۰ مه، حملات اسرائیل بیش از ۷۲ فلسطینی را کشته و حداقل ۲۷۸ نفر را زخمی کرد.
در ۳۱ مه، حملات اسرائیل منجر به کشته شدن ۶۰ نفر و زخمی شدن ۲۸۴ نفر شد. حماس با آزادی ۲۸ گروگان زنده و مرده موافقت کرد، اما اصرار داشت که این امر مستلزم آتش‌بس دائمی و خروج کامل اسرائیل از نوار غزه است.

### ژوئن
در ۱ ژوئن، ۳۱ فلسطینی در حالی که برای کمک در رفح جمع شده بودند، توسط تانک‌ها و تیراندازی اسرائیلی‌ها کشته و حداقل ۱۵۰ نفر زخمی شدند.
در ۳ ژوئن، پس از آنکه ارتش اسرائیل اعلام کرد نیروهایش به گروهی از افراد که مسیرهای دسترسی تعیین‌شده در نزدیکی مرکز توزیع در رفح را ترک کرده بودند، آتش گشودند، حداقل ۲۷ غیرنظامی کشته و ۱۶۱ نفر دیگر زخمی شدند. در همین حال، کمیته بین‌المللی صلیب سرخ از ۱۸۴ زخمی خبر داد. در همین حال، حماس اعلام کرد که تاکنون حداقل ۱۰۲ نفر در حین درخواست کمک کشته و بیش از ۴۹۰ نفر زخمی شده‌اند. روز بعد، ارتش اسرائیل تمام جاده‌های منتهی به مراکز امدادی را «مناطق جنگی» اعلام کرد و بدین ترتیب مراکز توزیع را برای آن روز تعطیل کرد.
در ۷ ژوئن، فلسطینی‌ها از «نبردهای شدید» در نزدیکی بیمارستان اروپایی در خان یونس خبر دادند.
در ۲۰ ژوئن، ارتش اسرائیل اعلام کرد که ابراهیم ابوشماله، مسئول مالی گردان‌های قسام و دستیار سابق مروان عیسی، را کشته است.

### ژوئیه
در ۳ ژوئیه، جهاد اسلامی فلسطین اعلام کرد که یک خودروی نظامی اسرائیلی را در القراره منهدم کرده است.
ارتش اسرائیل در ۵ ژوئیه حمله‌ای را علیه حماس در بیت حانون آغاز کرد. در ۸ ژوئیه، ارتش اسرائیل گزارش داد که پس از انفجار مواد منفجره توسط گردان‌های القسام هنگام ورود سربازان به مکانی در بیت حانون، پنج سرباز کشته و ۱۴ نفر زخمی شدند. در پاسخ به این حمله، ارتش اسرائیل در ۹ ژوئیه بیت حانون را محاصره کرد.
در ۲۰ ژوئیه، ارتش اسرائیل دستور تخلیه شهر دیر البلح را صادر کرد، جایی که از آغاز جنگ هیچ حمله زمینی به آنجا انجام نداده بود.
در ۳۱ ژوئیه، یک مقام ارشد ارتش اسرائیل اعلام کرد که این حمله در روزهای آینده به پایان خواهد رسید.

### اوت: پایان تهاجم
در ۲ اوت، اسرائیل پس از پاکسازی باقی‌مانده شبه‌نظامیان حماس، پیروزی در بیت حانون را اعلام کرد. دو روز بعد، منابع اسرائیلی گزارش دادند که حمله پایان یافته است. اسرائیل نتوانست به اهداف حمله - فتح غزه، شکست حماس، بازپس‌گیری گروگان‌ها و انتقال جمعیت غیرنظامی فلسطینی به جنوب نوار غزه - دست یابد. ارتش اسرائیل اعلام کرد که فعلاً قصد پیشروی بیشتر در نوار غزه را ندارد. طبق گزارش‌ها، رهبری اسرائیل در مورد فتح کل نوار غزه، اقدامی که ارتش اسرائیل با آن مخالف است، یا ادامه جنگ فرسایشی، بحث کرده است.

## واکنش‌ها
- حماس: Hamas rejected Israel's "pressure and blackmail."[۹] Hamas official Basem Naim said there was "no point in any negotiations" while the Gaza blockade remained in place.[۵۱]
- ایالات متحده آمریکا: President Donald Trump pledged to help get food to Palestinians in Gaza, stating that "a lot of people were starving" in Gaza.[۹] He also expressed that he had been trying to get Israel to "stop that whole situation as quickly as possible."[۵۲] Secretary of State Marco Rubio said the U.S. was "troubled" by the situation.[۱۰]
- بریتانیا: The UK said that it "does not support an expansion of Israel's military operations in Gaza."[۹] Prime Minister Keir Starmer called the situation "intolerable."[۵۳] Foreign Secretary David Lammy suspended free trade talks with Israel and condemned Netanyahu's plans to "drive Gazans from their homes into a corner of the strip."[۵۴] Lammy also imposed sanctions on several Israeli settlers in the West Bank and condemned Bezalel Smotrich's calls to ethnically cleanse Gaza as "monstrous."[۵۵]
- فرانسه: Foreign Minister Jean-Noël Barrot said the European Union could suspend its agreement with Israel unless the Gaza offensive was halted. In a joint statement with the United Kingdom and Canada, France condemned the offensive, calling it "disproportionate" and "egregious" and threatening sanctions.[۵۴][۶]
- کانادا: Canada, along with France and the United Kingdom, condemned the offensive and threatened to take "concrete actions" including sanctions on Israel.[۶]
- بلژیک: Foreign Minister Maxime Prévot called for sanctions against Israel and said that "only the word genocide" can describe what Israel was doing in Gaza.[۵۶]
- آلمان: Chancellor Friedrich Merz said that the Israeli attacks "can no longer be justified as a fight against Hamas terrorism."[۲۹]
- اسپانیا: Prime Minister Pedro Sánchez condemned the invasion and called for Israel to be excluded from the Eurovision Song Contest.[۵۷] He also said that Israel was conducting "war for war's sake."[۵۸]
- سوئد: Foreign Minister Maria Malmer Stenergard condemned the Israeli plans to take over Gaza, stating "If this means annexation, it is against international law. Sweden stands firm in its belief that Gaza’s territory must not be changed or reduced."[۵۹]
- استرالیا: Foreign Minister Penny Wong said Israel "cannot allow the suffering to continue" and condemned the "abhorrent and outrageous comments made by members of the Netanyahu Government about these people in crisis."[۶۰]
- واتیکان: Pope Leo XIV called for "an end to the hostilities whose heartbreaking price is being paid by children, the elderly and sick people" and demanded the "entrance of dignified humanitarian aid to Gaza."[۶۱]
- اتحادیه اروپا: The EU expressed concern over "further casualties and suffering for the Palestinian population."[۹] It also condemned the expansion of the Israeli offensive as "abhorrent" and "disproportionate" and further stated that "Israeli strikes in Gaza go beyond what is necessary to fight Hamas."[۶۲] The EU began reviewing its trade ties with Israel following 19 months of war.[۵۸]
- سازمان ملل متحد: The UN called the situation "beyond description, beyond atrocious, and beyond inhumane" and stated that the proposal would constitute a breach of basic humanitarian principles. It also declared that it will not co-operate with Israeli forces.[۹][۱۱]
  - UN Human Rights Office: UN human rights chief Volker Türk condemned the offensive, calling its bombing campaign intended to displace Palestinians "tantamount to ethnic cleansing."[۱۴]